# Opera per Torino
Opera per Torino è un'opera dell'artista danese Per Kirkeby realizzata tra il 2004 e il 2005 nell'ambito del progetto Artecittà: 11 artisti per il Passante Ferroviario e collocata a Torino, nel Largo Orbassano (quartiere Borgo San Paolo). Si tratta di un porticato a doppia altezza realizzato principalmente in mattoni.

## Contesto storico e urbanistico

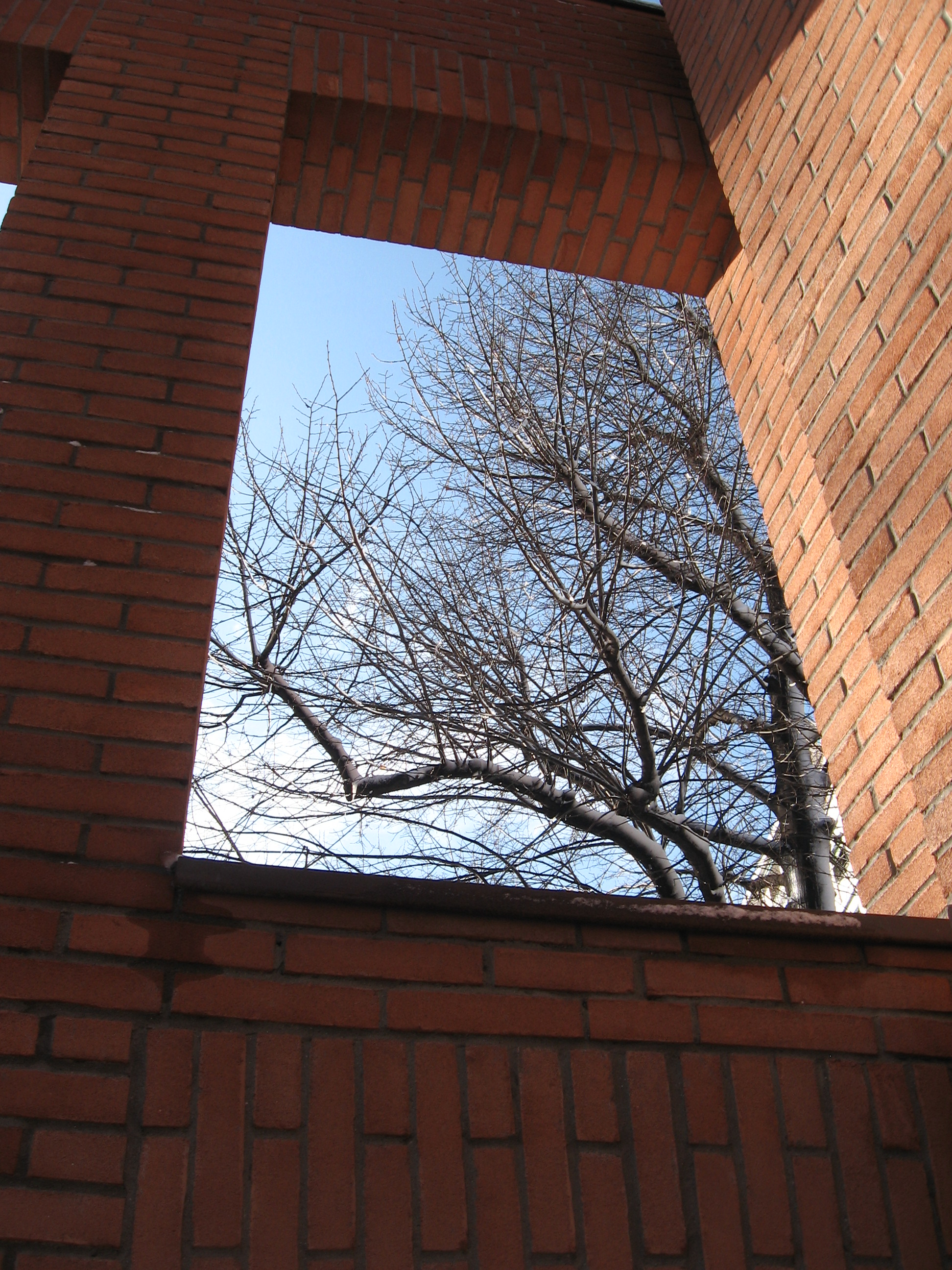
Dettaglio

La realizzazione dell'opera si colloca nel quadro del vasto progetto di trasformazione urbana denominato Spina Centrale che, sfruttando il progetto parallelo della copertura dei binari del passante ferroviario di Torino, sta portando alla riqualificazione delle aree circostanti e alla creazione di un grande boulevard che attraversa la città in senso nord-sud.
Nel 1995 con la committenza del Comune di Torino e sotto la direzione di Rudi Fuchs venne avviato il progetto Artecittà. 11 artisti per il Passante Ferroviario, che coinvolse affermati artisti italiani e stranieri chiedendo loro la presentazione di bozzetti di opere d'arte da collocare in alcuni luoghi significativi del passante. Le prime due opere realizzate furono una Fontana ad Igloo di Mario Merz e l’Albero Giardino di Giuseppe Penone.
L'Opera per Torino "si colloca a breve distanza da queste, in un'aiuola al centro di largo Orbassano, la cui risistemazione superficiale dopo i lavori di scavo del passante fu avviata a fine 2001. Si trova all'interno di un importante nodo del traffico veicolare urbano ed è stata concepita dall'artista" in funzione del luogo ed in funzione del fatto che ci dovevano transitare le persone.

L'opera è stata inaugurata il 22 febbraio 2005.

## Reazioni del pubblico e della critica

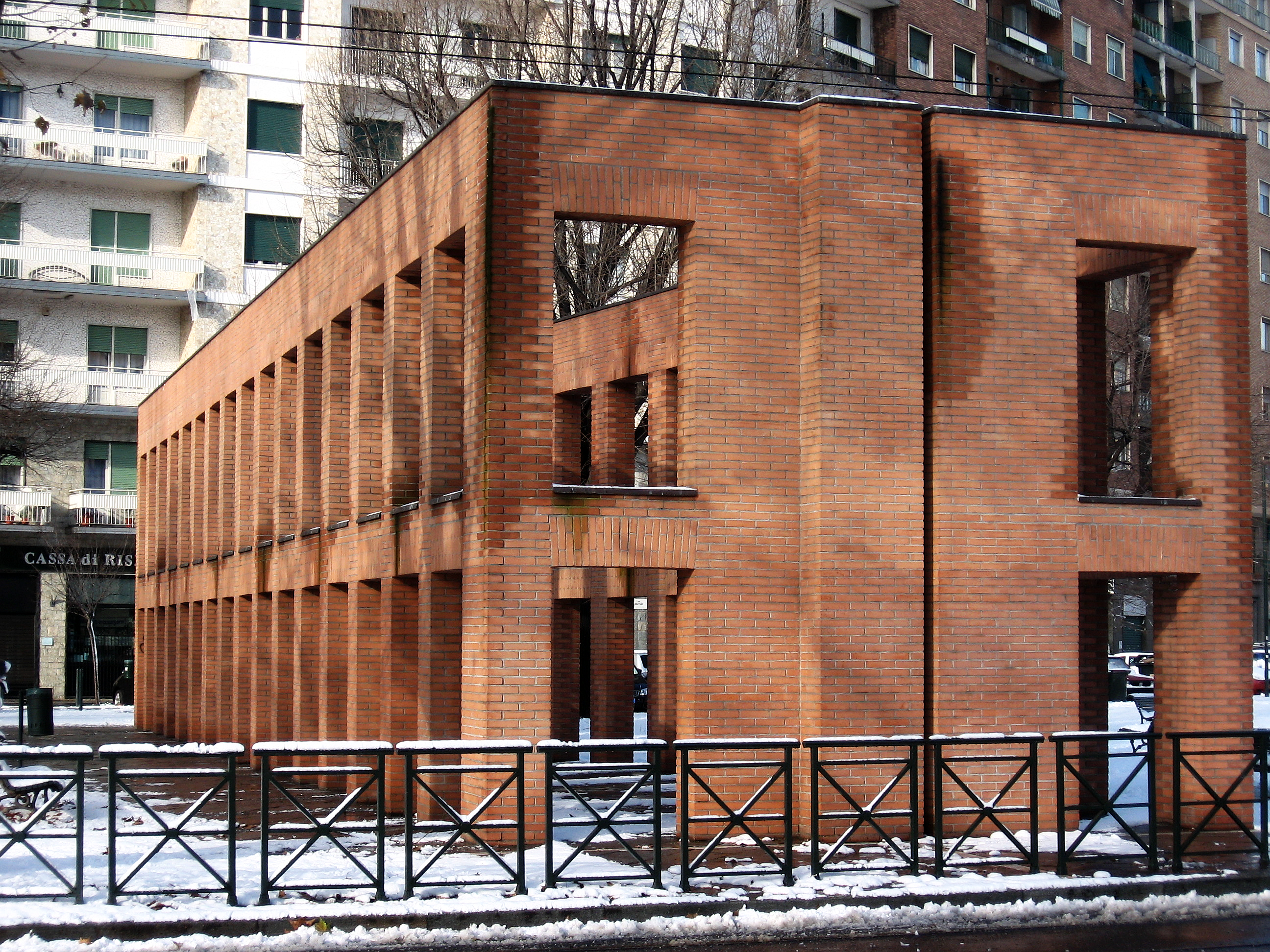
Visione d'insieme

Come previsto dal direttore artistico del progetto Artecittà Rudi Fuchs, il quale dichiarò poco dopo l'inaugurazione che "Ci vuole del tempo per comprendere a fondo quest'opera perché il giudizio cambia col passare del tempo, non bisogna essere impazienti", "Opera per Torino" sin dall'inizio non è stata apprezzata dai cittadini e continua tuttora ad essere criticata in modo anche aspro da alcuni settori dell'opionione pubblica, critiche in parte recepite da forze politiche presenti nel consiglio comunale.
Reazioni di tutt'altro segno sono invece venute dalla critica, come ad esempio il giudizio lusinghiero di Vittorio Sgarbi che nel 2005 dichiarò: "Ho sentito giudizi terribili su quest'opera, in realtà mi pare una specie di ricamo tutt'altro che dannoso in quel contesto, anzi decorativo".